# Crash (groupe)
Pour les articles homonymes, voir Crash.
Crash est un groupe de thrash metal sud-coréen, originaire de Séoul. Le groupe compte au total six albums studio et un EP.

## Biographie
Crash est formé en 1991 avec Ahn Heung-Chan au chant et à la basse, Jung Yong-Wook à la batterie et Yoon Doo-Byung à la guitare. Ils sont alors parmi les précurseurs du metal en Corée du Sud. Le 2 novembre 1994, ils font paraître leur premier album Endless Supply of Pain aux côtés d'un producteur renommé du domaine death metal Colin Richardson avec lequel le groupe collabore pendant trois à quatre albums. Après un deuxième album axé death metal, To Be or Not to Be, le guitariste Yoon est renvoyé du groupe. Leur troisième album, Experimental State of Fear, est enregistré en 1997 avec deux nouveaux guitaristes, avec une approche plus expérimentale.
Ils participent à l'album tribute de D.R.I. We Don't Need Society avec une reprise du titre Acid Rain et sur l'album de Stormtroopers of Death avec une reprise de Sargent D & the S.O.D.. Le 10 août 2010, Crash fait paraître son sixième album, The Paragon of Animals. En 2014, le groupe publie l'EP Untamed Hands in Imperfect World.

## Membres

### Membres actuels
- Ahn Heung-chan (coréen : 안흥찬) − chant, basse (depuis 1992)
- Jung Yong-Wook (coréen : 정용욱) − batterie (depuis 1992)
- Yoon Doo-Byung (coréen : 윤두병) − guitare (1992−1996, depuis 2008)

### Anciens membres
- Lee Sung-Soo − guitare (1996−1999)
- Oh Young-Sang − guitare (1999−2002)
- Kim Yu-Sung − claviers (1999−2002)
- Lim Sang-Mook − guitare (2002−2007)
- Ha Jae-Yong - guitare (1996−2010)

## Discographie
- 1994 : Endless Supply of Pain
- 1995 : To Be or Not to Be
- 1997 : Experimental State of Fear
- 2000 : Terminal Dream Flow
- 2003 : The Massive Crush
- 2010 : The Paragon of Animals
- 2014 : Untamed Hands in Imperfect World (EP)